# LV2
LV2 (LADSPA versión 2) es un estándar abierto para plugins de audio como el Audio Units de Apple o el VST de Steinberg. LV2 reemplaza la anterior infraestructura de plugins DSSI. LV2 es un sencillo pero extensible sucesor de LADSPA, desarrollado para dirigir las limitaciones de LADSPA. Actualmente hay soporte para LV2 en Ardour, Qtractor, Traverso DAW
y la versión de Audacity de Linux
Las actuales maneras de aprender a programar plugins LV2 se consiguen leyendo el código fuente, además de leer la documentación disponible en lv2plug.in, o enviando un correo electrónico a la lista de correo  desarrolladores de audio del Linux.
Ventana de zyn, una versión de ZynAddSubFX en formato plugin lv2